# Toscane-Terre de cyclisme
La course Toscane-Terre de cyclisme, est une course cycliste italienne créée en 2011. En 2011 et 2012, l'épreuve a lieu en février et fait partie de la Coupe des Nations U23 dans la catégorie 2.Ncup. Elle est disputée par équipes nationales et se déroule en Toscane sur cinq étapes en ligne. La course n'a pas lieu entre 2013 et 2016. Elle est à nouveau organisée au mois d'avril depuis 2017 en catégorie 2.2U de l'UCI Europe Tour.

## Palmarès
| Année     | Vainqueur      | Deuxième         | Troisième                  |
| --------- | -------------- | ---------------- | -------------------------- |
| 2011      | Georg Preidler | Fabio Aru        | David de la Cruz           |
| 2012      | Fabio Aru      | Tim Wellens      | Francesco Manuel Bongiorno |
| 2013-2016 | Non-disputé    |                  |                            |
| 2017      | Jai Hindley    | Robert Stannard  | Lucas Hamilton             |
| 2018      | Andrea Bagioli | Aleksandr Vlasov | Christian Scaroni          |